# 喜友名朝博
喜友名 朝博（きゆな ともひろ、1962年4月28日 - ）は、日本の元プロボクサーで、現在はトレーナー。沖縄県出身。

## 来歴
ワールドスポーツ・クラブジム（現・協栄ジム）に入門し、1981年11月18日、プロデビュー戦において有銘進を1RKOした。
プロ6戦目となる倉持正戦で初黒星を喫するが、その後は勝ち星を積み重ね、その間後の世界王者レパード玉熊もKOで下している。
1985年8月26日、野島嘉章が持つ日本ライトフライ級王座に挑戦し、10R判定の末、王座獲得。
1986年1月27日、挑戦者となった野島嘉章を最終10ラウンドにて判定勝利し初防衛。
同年6月14日、韓国に渡り、柳明佑（韓国）が持つWBA世界王座に挑むが12RKOで敗退。
1987年1月12日、大城幸成との日本ライトフライ級王座決定戦に出場。10R判定で勝利し王座を再獲得した。
1988年1月11日、大橋秀行に10R判定で敗れ王座陥落。
同年5月1日、小野健治を10RKOで下し、2度目の日本王座再獲得。
1989年1月23日、早山進に3RTKOで敗れ王座を失い、その後現役を引退した。
現在は本多ボクシングジムのトレーナー。

## 戦績
アマチュア戦績
7勝6敗
プロ戦績
27戦23勝（10KO）4敗